# Baronowie Auckland

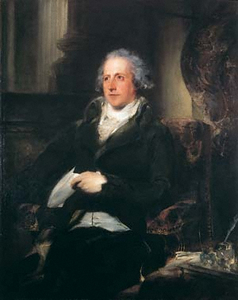
William Eden, pierwszy Baron Auckland

Baronowie Auckland 1. kreacji (parostwo Irlandii)
- 1745–1814: William Eden, 1. baron Auckland
- 1784–1849: George Eden, 2. baron Auckland
- 1799–1870: Robert John Eden, 3. baron Auckland
- 1829–1890: William George Eden, 4. baron Auckland
- 1859–1917: William Moreton Eden, 5. baron Auckland
- 1895–1941: Frederick Colvin George Eden, 6. baron Auckland
- 1891–1955: Geoffrey Morton Eden, 7. baron Auckland
- 1892–1957: Terence Eden, 8. baron Auckland
- 1926–1997: Ian George Eden, 9. baron Auckland
- 1962 -: Robert Ian Burnard Eden, 10. baron Auckland